# Avilés Hurtado
Pour les articles homonymes, voir Hurtado.
Avilés Hurtado Herrera, né le 20 avril 1987 à Timbiquí en Colombie, est un footballeur international colombien, qui évolue au poste d'attaquant au CF Pachuca en Liga MX. Il est également citoyen mexicain.

## Biographie

### Carrière en club
Il fait ses débuts professionnels au Depor Aguablanca évoluant en Primera B. Puis à la moitié de la saison 2009, il rejoint l'América de Cali évoluant en Primera A. Le 30 juin 2011, il rompt son contrat avec l'América avec son coéquipier William Zapata, justifiant qu'ils partent en raison des problèmes économique et sportive du club.
Le 7 juillet 2011, il rejoint l'Atlético Nacional. Puis, le 15 décembre 2012, l'Atlético Nacional a conclu un accord avec le CF Pachuca, qui prend 75% des droits sportifs du joueur, pour un montant estimé à quatre millions de dollars. Le 6 janvier 2013, il fait ses débuts en Liga MX lors d'une victoire de 2-0 contre le CF Atlante.
La suivante suivante, il est prêté aux Jaguares de Chiapas. Le 21 juillet 2013, lors de la 1re journée, il inscrit un doublé contre Veracruz (victoire 2-0). Puis, lors de la 3e journée, contre Cruz Azul, il inscrit un coup franc direct lors d'un match nul (1-1). Après une année de prêt, il fait son retour au CF Pachuca. Par la suite, il ne jouant que quatre rencontres titulaire.  Il s'engage en faveur des Jaguares de Chiapas en janvier 2015. 
Le 8 juin 2016, il rejoint le Club Tijuana. Le 13 janvier 2017, il marque son premier doublé avec Tijuana lors d'une victoire 6-2 face au Club Puebla. Puis, le 1er avril, il inscrit son deuxième doublé lors d'un match nul de 3-3 contre l'Atlas. Son premier but inscrit lors de cette rencontre est pré-nommé pour le Prix Puskás de la FIFA pour le meilleur but de l'année.
Le 8 juin 2017, il rejoint le CF Monterrey, pour un montant estimé à neuf millions de dollars. Le 21 juillet, il fait ses débuts lors d'un match nul et verge face aux Monarcas Morelia. Puis, le 8 août il inscrit son premier doublé contre son ancienne équipe le Club Tijuana (victoire 3-0). Il remporte le titre de meilleur buteur du tournoi d'ouverture du championnat du Mexique avec 11 réalisations. Le 10 décembre, lors de la finale retour contre les Tigres UANL, il rate le pénalty décisive à la 83e minute de jeu pour disputer les prolongations.
Le 21 décembre, il est auteur du but décisif en finale, et remporte la coupe du Mexique du tournoi d'ouverture contre le CF Pachuca sur le score  de 1-0.

### Carrière internationale
Le 3 novembre 2017, il est convoqué pour la première fois en équipe de Colombie par le sélectionneur national José Pékerman, pour des matchs amicaux contre la Corée du Sud et la Chine.
Le 10 novembre 2017, il honore sa première sélection contre la Corée du Sud. Il commence la rencontre comme titulaire, et sort du terrain à la 71e minute de jeu, en étant remplacé par Felipe Pardo. Le match se solde par une défaite 2-1 des Colombiens.

## Palmarès

### En club
- Avec  Atlético Nacional
  - Vainqueur de la Coupe de Colombie en 2012
  - Vainqueur de la Supercoupe de Colombie en 2012

- Avec  CF Monterrey
  - Vainqueur de la Coupe du Mexique en 2017 (ouverture)

### Distinctions personnelles
- Élu meilleur buteur du Championnat du Mexique en 2017 (ouverture) (11 buts)
- Membre de l'équipe type de la Liga MX en 2017 (clôture) et 2017 (ouverture)

## Statistiques
| Saison                | Club                  | Championnat           | Championnat | Championnat | Coupe(s) nationale(s) | Coupe(s) nationale(s) | Supercoupe | Supercoupe | Compétition(s) continentale(s) | Compétition(s) continentale(s) | Compétition(s) continentale(s) | Séries | Séries | Colombie | Colombie | Total | Total |
| Saison                | Club                  | Division              | M.          | B.          | M.                    | B.                    | M.         | B.         | Comp.                          | M.                             | B.                             | M.     | B.     | M.       | B.       | M.    | B.    |
| 2009                  | Depor                 | Primera B             | 10          | 0           | -                     | -                     | -          | -          | -                              | -                              | -                              | -      | -      | -        | -        | 10    | 0     |
| Sous-total            | Sous-total            | Sous-total            | 10          | 0           | 0                     | 0                     | 0          | 0          | -                              | 0                              | 0                              | 0      | 0      | 0        | 0        | 10    | 0     |
| 2009                  | América               | Clo.                  | 10          | 0           | -                     | -                     | -          | -          | -                              | -                              | -                              | -      | -      | -        | -        | 10    | 0     |
| 2010                  | América               | Ouv.+Clo.             | 2+14        | 0+1         | -                     | -                     | -          | -          | -                              | -                              | -                              | -      | -      | -        | -        | 16    | 1     |
| 2011                  | América               | Ouv.                  | 13          | 3           | 1                     | 1                     | -          | -          | -                              | -                              | -                              | -      | -      | -        | -        | 14    | 4     |
| Sous-total            | Sous-total            | Sous-total            | 39          | 4           | 1                     | 1                     | 0          | 0          | -                              | 0                              | 0                              | 0      | 0      | 0        | 0        | 40    | 5     |
| 2011                  | Atlético Nacional     | Clo.                  | 14          | 1           | 4                     | 2                     | -          | -          | -                              | -                              | -                              | -      | -      | -        | -        | 18    | 3     |
| 2012                  | Atlético Nacional     | Ouv.+Clo.             | 10+15       | 2+3         | 14                    | 2                     | 2          | 0          | CL                             | 1                              | 0                              | 6      | 1      | -        | -        | 48    | 8     |
| Sous-total            | Sous-total            | Sous-total            | 39          | 6           | 18                    | 4                     | 2          | 0          | -                              | 1                              | 0                              | 6      | 1      | 0        | 0        | 66    | 11    |
| 2013                  | CF Pachuca            | Clo.                  | 15          | 0           | 3                     | 0                     | -          | -          | -                              | -                              | -                              | -      | -      | -        | -        | 18    | 0     |
| 2014                  | CF Pachuca            | Ouv.                  | 14          | 1           | -                     | -                     | -          | -          | LCC                            | 4                              | 2                              | 2      | 0      | -        | -        | 20    | 3     |
| Sous-total            | Sous-total            | Sous-total            | 29          | 1           | 3                     | 0                     | 0          | 0          | -                              | 4                              | 2                              | 2      | 0      | 0        | 0        | 38    | 3     |
| 2013-2014             | Chiapas FC (prêt)     | Ouv.+Clo.             | 9+8         | 5+1         | -                     | -                     | -          | -          | -                              | -                              | -                              | -      | -      | -        | -        | 17    | 6     |
| 2015                  | Chiapas FC            | Clo.                  | 16          | 7           | 2                     | 0                     | -          | -          | -                              | -                              | -                              | -      | -      | -        | -        | 18    | 7     |
| 2015-2016             | Chiapas FC            | Ouv.+Clo.             | 17+12       | 6+1         | -                     | -                     | -          | -          | -                              | -                              | -                              | 2      | 0      | -        | -        | 31    | 7     |
| Sous-total            | Sous-total            | Sous-total            | 62          | 20          | 2                     | 0                     | 0          | 0          | -                              | -                              | -                              | 2      | 0      | 0        | 0        | 66    | 20    |
| 2016-2017             | Club Tijuana          | Ouv.+Clo.             | 17+17       | 4+8         | 6                     | 1                     | -          | -          | -                              | -                              | -                              | 2+4    | 0      | -        | -        | 46    | 13    |
| Sous-total            | Sous-total            | Sous-total            | 34          | 12          | 6                     | 1                     | 0          | 0          | -                              | -                              | -                              | 6      | 0      | 0        | 0        | 46    | 13    |
| 2017-2018             | CF Monterrey          | Ouv.+Clo.             | 17+9        | 11+3        | 8                     | 2                     | -          | -          | -                              | -                              | -                              | 5      | 3      | 2        | 0        | 41    | 19    |
| Sous-total            | Sous-total            | Sous-total            | 26          | 14          | 8                     | 2                     | -          | -          | -                              | 0                              | 0                              | 5      | 3      | 2        | 0        | 41    | 19    |
| Total sur la carrière | Total sur la carrière | Total sur la carrière | 200         | 57          | 38                    | 8                     | 2          | 0          | -                              | 5                              | 2                              | 21     | 4      | 2        | 0        | 268   | 71    |